# Хадзопулос, Георгиос
Георгиос Хадзопулос (греч.  Γεώργιος Χατζόπουλος; Патмос 1859 — Афины 1935) — греческий художник и реставратор конца 19-го — начала 20-го века.

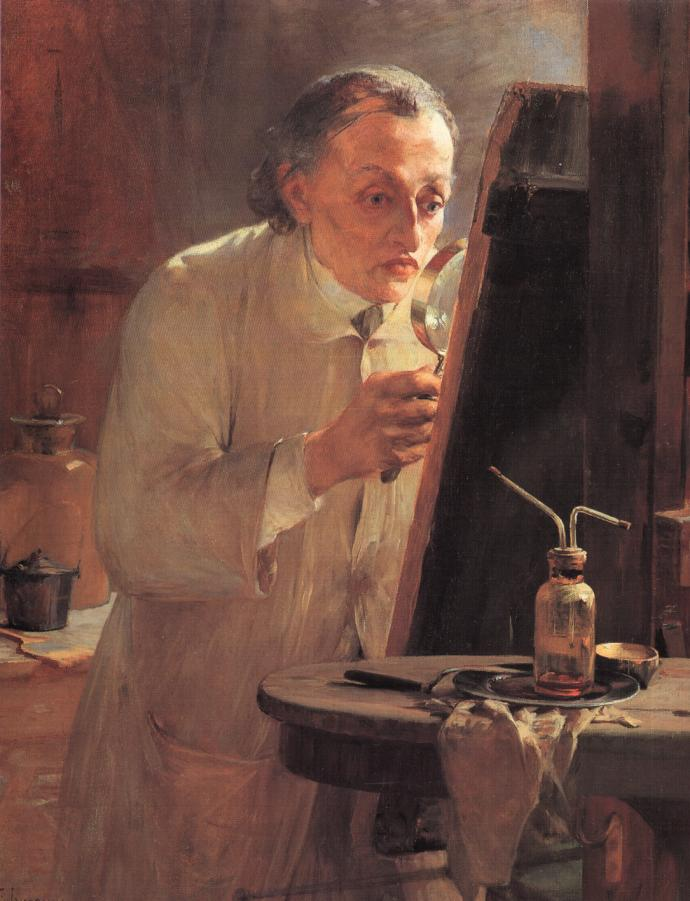
Георгиос Хадзопулос. Работа художника Г.Яковидиса.

## Биография

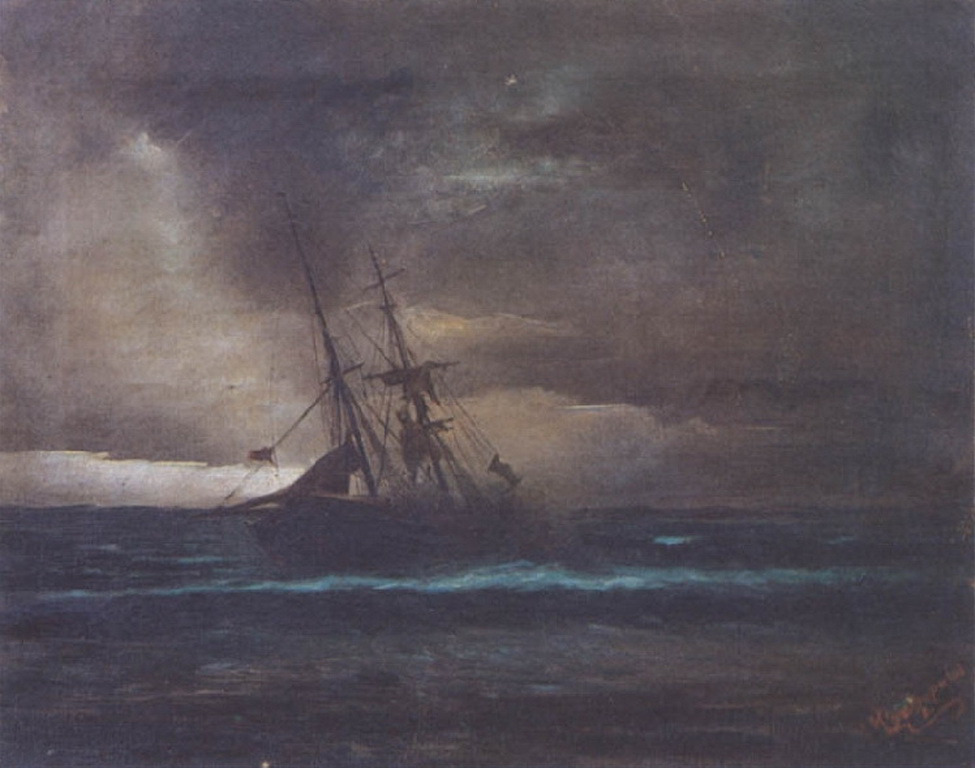
Морской пейзаж.

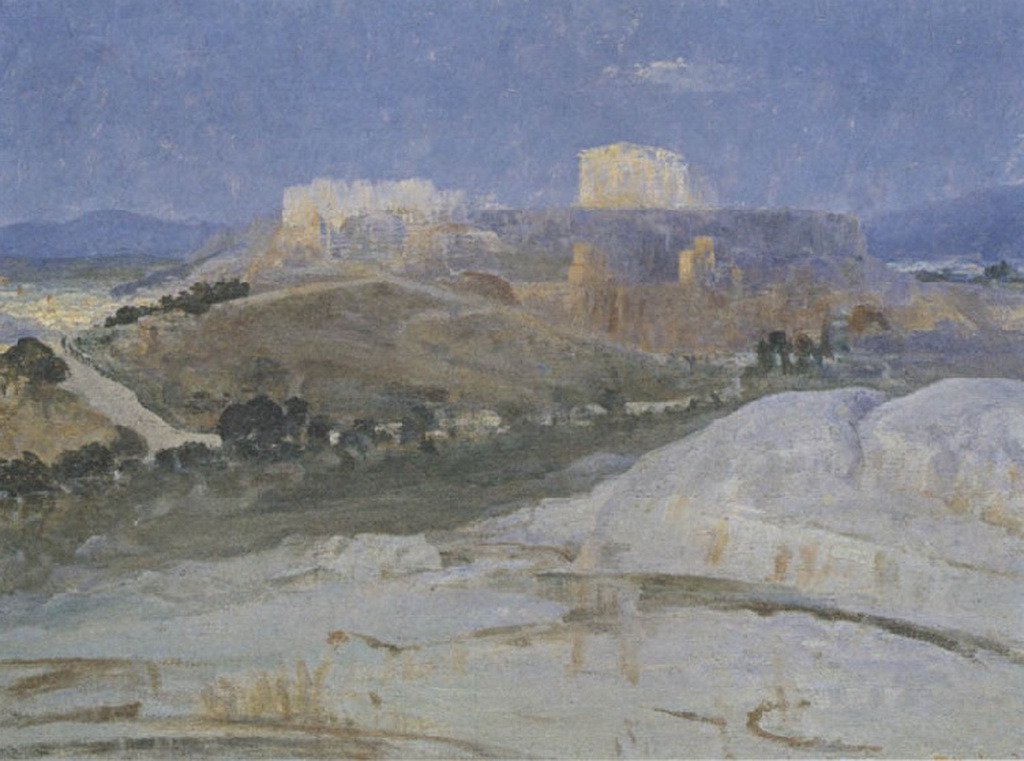
Акрополь на закате.

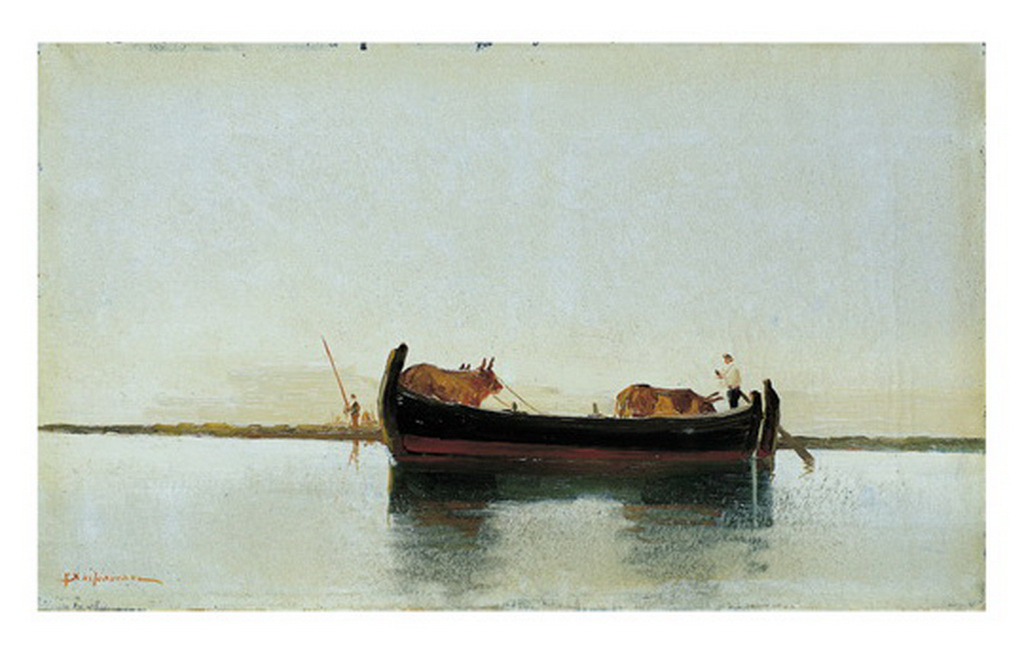
Лодка с вьючными животными.

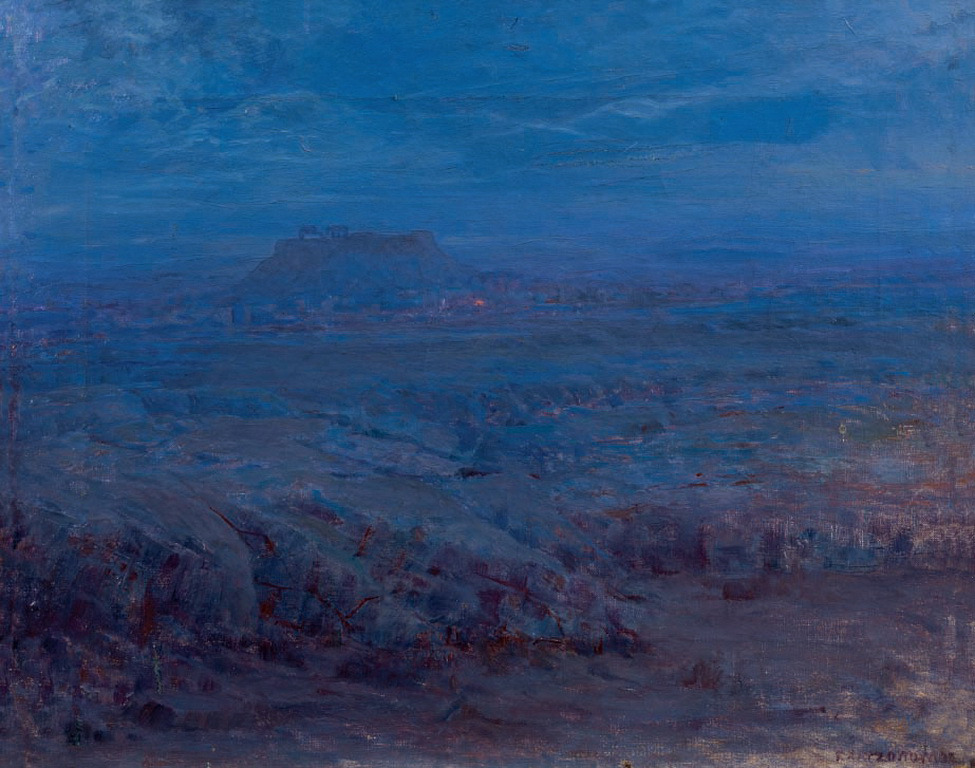
Вид на Афины ночью.

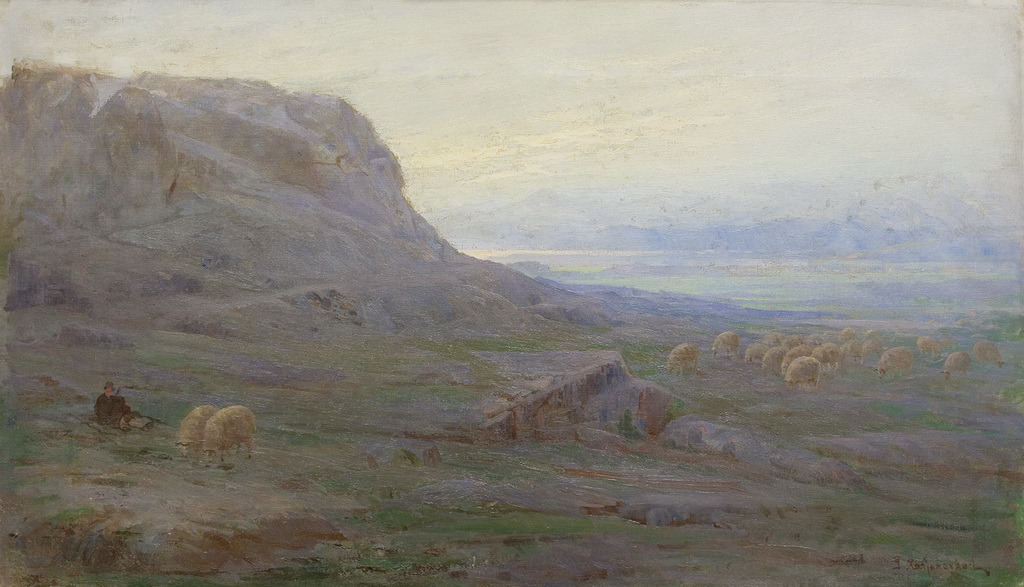
Пастух со своим стадом на закате.

Георгиос Хадзопулос родился в 1859 году на острове Патмос, остававшемся в тот период вне пределов Греческого королевства.
Учился живописи сначала в Афинах, а затем, с 1883 по 1887 год, в Мюнхене у Николаоса Гизиса.
В 1887 году вернулся в Грецию.
С 1890 года выставлял свои работы в Афинах и Патрах.
В 1891 году Хадзопулос был назначен преподавателем в Военное училище эвэлпидов.
В 1896 году Хадзопулос выставлял в Заппион свои морские пейзажи. В 1906 году Хадзопулос был назначен реставратором в Национальную художественную галерею Греции. В качестве реставратора он стал известен за пределами Греции. В 1921 году он был приглашён в Бухарест, чтобы помочь восстановлению старых картин галереи румынской столицы, повреждённых немецким реставратором.
Хадзопулос был пейзажистом, но в основном он писал морские пейзажи.
Своей кистью он хотел передать аттический пейзаж, «но не аттическое солнце, а редкие явления, когда туман прятал море и побережье».
В своих работах художник также следовал новаторской манере немецкого импрессионизма.
В период 1901—1905 Хадзопулос принимал участие в групповых выставках афинского общества Парнас. В 1905 году он выставлял свои работы в египетской Александрии, а в 1907 году на выставке Греческого общества художников.
В 1921 году Хадзопулос стал президентом афинского спортивного клуба Панатинаикос,.
Художник умер в Афинах в 1935 году.